# Venezolaanse cyaanblauwe vogelspin
De Venezolaanse cyaanblauwe vogelspin (Chromatopelma cyaneopubescens) is een spinnensoort in de taxonomische indeling van de vogelspinnen (Theraphosidae).
Het dier behoort tot het geslacht Chromatopelma. De wetenschappelijke naam van de soort werd voor het eerst geldig gepubliceerd in 1907 door Embrik Strand.